# Зигфрид I фон Рункел
Зигфрид I фон Рункел (на немски: Siegfried I von Runkel; † 1159) е първият представител от фамилията Дом Рункел, господар на господството Рункел.
През 1159 г. той е доказан собственик на замък Рункел на река Лан. 

## Деца
Зигфрид I има децата:
- Зигфрид II фон Рункел (fl 1181), баща на Зигфрид III, господар на Рункел и Вестербург (1191 – ок. 1221)
- Фридрих фон Рункел († 1181)
- Мехтилд фон Рункел († 1181), омъжена за рейнграф Емихо II
- Херман фон Рункел